# Puerto Lleras (kommun)
Puerto Lleras är en kommun i Colombia.   Den ligger i departementet Meta, i den centrala delen av landet, 180 km sydost om huvudstaden Bogotá. Antalet invånare är 10 666. Arean är 2 410 kvadratkilometer.
Terrängen i Puerto Lleras är huvudsakligen platt.